# Elecciones federales de Canadá de 1958
La elección federal canadiense de 1958 fue la 24ª elección general en la historia de Canadá. Se llevó a cabo para elegir a los miembros de la Cámara de los Comunes de Canadá del 24º Parlamento de Canadá el 31 de marzo de 1958, apenas nueve meses después de la 23ª elección. Transformó a la minoría del primer ministro John Diefenbaker en el gobierno mayoritario más grande en la historia de Canadá y el segundo mayor porcentaje del voto popular. Aunque los conservadores superarían su total de escaños de 1958 en las elecciones de 1984, el resultado de 1958 (logrado en una Cámara más pequeña) sigue siendo incomparable tanto en términos de porcentaje de escaños (78,5%) como del tamaño de la mayoría del gobierno sobre todos los partidos de oposición (una mayoría de 151 escaños). La participación de los votantes fue del 79,4%.
Diefenbaker convocó elecciones anticipadas y capitalizó tres factores:
- A nivel nacional, los liberales acababan de elegir a un nuevo líder, Lester Pearson, quien había pronunciado un desafortunado discurso inaugural en los Comunes en el que pedía a Diefenbaker que dimitiera y recomendaba al gobernador general que permitiera a los liberales formar un gobierno sin elecciones debido a la reciente situación económica. Diefenbaker aprovechó el comentario al describir una serie de documentos clasificados del Gabinete Liberal que indicaban que la economía enfrentaría una recesión en ese año. Esto contrasta fuertemente con las promesas de campaña de los liberales de 1957.
- Un cambio radical en Quebec: Quebec había sido en gran parte liberal desde la crisis del servicio militar obligatorio de 1917, pero tras la dimisión del ex primer ministro Louis St. Laurent, la provincia no tenía un hijo favorito, como lo había hecho desde 1948, y sus votantes estaban abiertos a nuevas opciones. Buscando una mayor voz en Ottawa, la Union Nationale del primer ministro de Quebec, Maurice Duplessis, utilizó su maquinaria de partido para aliarse con los conservadores, lo que permitió a los conservadores progresistas de Diefenbaker ganar dos tercios de los escaños en lo que había sido un bastión liberal durante una generación. Si bien los liberales terminaron solo cuatro puntos porcentuales detrás de los conservadores en Quebec, gran parte de su voto se desperdició al acumular grandes mayorías en sus asientos tradicionales más seguros. Sin embargo, los 25 escaños que obtuvieron los liberales en Quebec representaron más de la mitad de su grupo diezmado, y sobre una base proporcional fue su mejor desempeño después de Terranova.
- Un colapso en el apoyo al Partido del Crédito Social, que perdió sus 19 escaños. Antes de las elecciones de 1957, los Socreds eran vistos como una amenaza creíble para reemplazar a los Tories como el principal partido de derecha en el país, como lo habían hecho en Columbia Británica y Alberta, pero la popularidad del gobierno de Diefenbaker persuadió a muchos partidarios del Crédito Social. para abandonar su fiesta. Esto permitió a los conservadores obtener no solo escaños de crédito social, sino que también resultó decisivo en muchos escaños que presentaban un voto fracturado entre los PC, el crédito social, los liberales y el CCF. En particular, los conservadores barrieron los diecisiete escaños en Alberta, donde anteriormente habían ocupado solo tres escaños frente a los trece de Crédito Social (y el de Liberal uno). La elección resultó ser el comienzo de un largo declive para el Partido del Crédito Social federal. Nunca volvería a desafiar seriamente el dominio de los PC en la política federal (incluso en Occidente), aunque el Partido del Crédito Social de BC gobernó esa provincia durante todos menos tres años hasta 1991.